# Europäische Hallenspiele 1966
Die 1. Europäischen Hallenspiele wurden am 27. März 1966 in den Westfalenhallen in Dortmund ausgetragen. Es war die Vorläuferveranstaltung der Halleneuropameisterschaften der Leichtathletik.

## Ergebnisse Männer

### 60 m
| Platz | Athlet           | Land | Zeit (s) |
| ----- | ---------------- | ---- | -------- |
| 1     | Barrie Kelly     | GBR  | 6,6      |
| 2     | Heinz Erbstößer  | GDR  | 6,6      |
| 3     | Wiktor Kassatkin | URS  | 6,6      |
| 4     | Jürgen Schröter  | FRG  | 6,7      |
| 5     | Ramón Magariños  | ESP  | 6,8      |
| 6     | Hans Hönger      | SUI  | 6,8      |

### 400 m
| Platz | Athlet           | Land | Zeit (s) |
| ----- | ---------------- | ---- | -------- |
| 1     | Hartmut Koch     | GDR  | 47,9     |
| 2     | Manfred Kinder   | FRG  | 48,3     |
| 3     | Wassyl Anissimow | URS  | 49,0     |
| 4     | Nicolas Overhead | GBR  | 49,0     |

### 800 m
| Platz | Athlet           | Land | Zeit (min) |
| ----- | ---------------- | ---- | ---------- |
| 1     | Noel Carroll     | IRL  | 1:49,7     |
| 2     | Tomáš Jungwirth  | TCH  | 1:50,8     |
| 3     | Herbert Missalla | FRG  | 1:51,0     |
| 4     | Alberto Esteban  | ESP  | 1:51,3     |
| 5     | Gérard Vervoort  | FRA  | 1:52,4     |
| 6     | Imre Nagy        | HUN  | 1:52,9     |
|       | Arnd Krüger      | FRG  | DNF        |

### 1500 m
| Platz | Athlet            | Land | Zeit (min) |
| ----- | ----------------- | ---- | ---------- |
| 1     | John Whetton      | GBR  | 3:43,8     |
| 2     | Oleg Raiko        | URS  | 3:46,7     |
| 3     | Ulf Högberg       | SWE  | 3:47,2     |
| 4     | Karl Eyerkaufer   | FRG  | 3:47,3     |
| 5     | Klaus Prenner     | FRG  | 3:48,3     |
| 6     | Francesco Bianchi | ITA  | 3:49,9     |
| 7     | Claude Damoiseaux | BEL  | 3:57,5     |
| 8     | Jorge González    | ESP  | 4:06,4     |

### 3000 m
| Platz | Athlet             | Land | Zeit (min) |
| ----- | ------------------ | ---- | ---------- |
| 1     | Harald Norpoth     | FRG  | 7:56,0     |
| 2     | Siegfried Herrmann | GDR  | 7:57,2     |
| 3     | István Kiss        | HUN  | 8:05,0     |
| 4     | Alan Simpson       | GBR  | 8:06,6     |
| 5     | Werner Girke       | FRG  | 8:06,6     |
| 6     | Anders Gärderud    | SWE  | 8:12,8     |

### 60 m Hürden
| Platz | Athlet                   | Land | Zeit (s) |
| ----- | ------------------------ | ---- | -------- |
| 1     | Eddy Ottoz               | ITA  | 7,7      |
| 2     | Mike Parker              | GBR  | 7,8      |
| 3     | Hinrich John             | FRG  | 7,9      |
| 4     | Wjatscheslaw Skomorochow | URS  | 7,9      |
| 5     | Giovanni Cornacchia      | ITA  | 7,9      |
| 6     | Milan Čečman             | TCH  | 8,0      |

### 4 × 320 m Staffel
| Platz | Land             | Athleten                                                 | Zeit (min) |
| ----- | ---------------- | -------------------------------------------------------- | ---------- |
| 1     | BR Deutschland   | Jörg Jüttner Rainer Kunter Hans Reinermann Jens Ulbricht | 2:30,1     |
| 2     | Tschechoslowakei | Miroslav Veruk Juraj Demeč Ladislav Kříž Josef Trousil   | 2:31,0     |

### 1600 m Staffel (4 + 3 + 2 + 1 Runden)
| Platz | Land           | Athleten                                                               | Zeit (min) |
| ----- | -------------- | ---------------------------------------------------------------------- | ---------- |
| 1     | BR Deutschland | Leonhard Händl Werner Krönke Rolf Krüsmann Jürgen Schröter             | 3:22,0     |
| 2     | Italien        | Bruno Bianchi Sergio Bello Sergio Ottolina Ippolito Giani              | 3:22,2     |
| 3     | Belgien        | Werner Oijzers Willy Vandewyngaerden Georges Wijnants Albert van Hoorn | 3:27,2     |

### Hochsprung
| Platz | Athlet                | Land | Höhe (m) |
| ----- | --------------------- | ---- | -------- |
| 1     | Waleri Skworzow       | URS  | 2,17     |
| 2     | Wolfgang Schillkowski | FRG  | 2,11     |
| 3     | Kjell-Åke Nilsson     | SWE  | 2,08     |
| 4     | Rudolf Baudis         | TCH  | 2,08     |
| 5     | Ingomar Sieghart      | FRG  | 2,05     |
| 6     | Branko Vivod          | YUG  | 2,05     |
| 7     | Jón Þordur Ólafsson   | ISL  | 2,00     |
| 8     | Benny Andreassen      | DEN  | 2,00     |

### Stabhochsprung
| Platz | Athlet             | Land | Höhe (m) |
| ----- | ------------------ | ---- | -------- |
| 1     | Hennadij Blesnizow | URS  | 4,90     |
| 2     | Rudolf Tomášek     | TCH  | 4,80     |
| 3     | Reiner Liese       | FRG  | 4,70     |
| 4     | Igor Feld          | URS  | 4,60     |
| 5     | Miguel Consegal    | ESP  | 4,40     |
| 6     | Claus Schiprowski  | FRG  | 4,40     |
| 7     | Maurice Houvion    | FRA  | 4,40     |
| 8     | Daniel Borrey      | BEL  | 4,40     |

### Weitsprung
| Platz | Athlet             | Land | Weite (m) |
| ----- | ------------------ | ---- | --------- |
| 1     | Igor Ter-Owanesjan | URS  | 8,23      |
| 2     | Armin Baumert      | FRG  | 7,79      |
| 3     | Jochen Eigenherr   | FRG  | 7,63      |
| 4     | Luis Felipe Areta  | ESP  | 7,52      |
| 5     | Jean Cochard       | FRA  | 7,44      |
| 6     | Hermann Latzel     | FRG  | 7,43      |

### Dreisprung
| Platz | Athlet               | Land | Weite (m) |
| ----- | -------------------- | ---- | --------- |
| 1     | Șerban Ciochină      | ROU  | 16,43     |
| 2     | Michael Sauer        | FRG  | 16,35     |
| 3     | Petr Nemšovský       | TCH  | 16,28     |
| 4     | Giuseppe Gentile     | ITA  | 16,25     |
| 5     | Hans-Jürgen Rückborn | GDR  | 15,96     |
| 6     | Henrik Kalocsai      | HUN  | 15,84     |

### Kugelstoßen
| Platz | Athlet              | Land | Weite (m) |
| ----- | ------------------- | ---- | --------- |
| 1     | Vilmos Varjú        | HUN  | 19,05     |
| 2     | Dieter Hoffmann     | GDR  | 18,25     |
| 3     | Jíři Skobla         | TCH  | 18,08     |
| 4     | Tomislav Šuker      | YUG  | 17,88     |
| 5     | Jaroslav Šmíd       | TCH  | 17,71     |
| 6     | Bengt Christiansson | SWE  | 17,23     |

## Ergebnisse Frauen

### 60 m
| Platz | Athlet             | Land | Zeit (s) |
| ----- | ------------------ | ---- | -------- |
| 1     | Margit Nemesházi   | HUN  | 7,3      |
| 2     | Galina Mitrochina  | URS  | 7,3      |
| 3     | Mary Rand          | GBR  | 7,4      |
| 4     | Dorothee Sander    | FRG  | 7,4      |
| 5     | Hannelore Trabert  | FRG  | 7,5      |
| 6     | Ljiljana Petnjarić | YUG  | 7,5      |

### 400 m
| Platz | Athlet           | Land | Zeit (s) |
| ----- | ---------------- | ---- | -------- |
| 1     | Helga Henning    | FRG  | 56,9     |
| 2     | Libuše Macounová | TCH  | 57,2     |
| 3     | Maeve Kyle       | IRL  | 57,3     |
| 4     | Christine Linz   | FRG  | 57,7     |

### 800 m
| Platz | Athlet          | Land | Zeit (min) |
| ----- | --------------- | ---- | ---------- |
| 1     | Zsuzsa Szabó    | HUN  | 2:07,9     |
| 2     | Karin Kessler   | FRG  | 2:10,8     |
| 3     | Marie Ingrová   | TCH  | 2:11,6     |
| 4     | Anni Pede       | FRG  | 2:12,9     |
| 5     | Jette Andersen  | DEN  | 2:13,8     |
| 6     | Ursula Brodbeck | SUI  | 2:17,4     |

### 60 m Hürden
| Platz | Athlet             | Land | Zeit (s) |
| ----- | ------------------ | ---- | -------- |
| 1     | Irina Press        | URS  | 8,1      |
| 2     | Gundula Diel       | GDR  | 8,4      |
| 3     | Inge Schell        | FRG  | 8,4      |
| 4     | Marlène Canguio    | FRA  | 8,5      |
| 5     | Françoise Masse    | FRA  | 8,5      |
| 6     | Alena Hiltscherová | TCH  | 8,6      |

### 4 × 160 m Staffel
| Platz | Land             | Athletinnen                                                     | Zeit (min) |
| ----- | ---------------- | --------------------------------------------------------------- | ---------- |
| 1     | BR Deutschland   | Renate Meyer Erika Rost Hannelore Trabert Kirsten Roggenkamp    | 1:18,4     |
| 2     | Jugoslawien      | Ljiljana Petnjarić Marijana Lubej Jelisaveta Đanić Olga Šikovec | 1:21,7     |
| 3     | Tschechoslowakei | Libuše Macounová Alena Hiltscherová Eva Kucmanová Eva Lehocká   | 1:22,3     |

### Hochsprung
| Platz | Athlet            | Land | Höhe (m) |
| ----- | ----------------- | ---- | -------- |
| 1     | Iolanda Balaș     | ROU  | 1,76     |
| 2     | Olga Gere-Pulić   | YUG  | 1,73     |
| 3     | Ilia Hans         | FRG  | 1,65     |
| 4     | Mary Rand         | GBR  | 1,65     |
| 5     | Geneviève Laureau | FRA  | 1,65     |
| 6     | Nevenka Mrinjek   | YUG  | 1,65     |
| 7     | Marjan Thomas     | NED  | 1,60     |
| 8     | Mária Faithová    | TCH  | 1,60     |

### Weitsprung
| Platz | Athlet                  | Land | Weite (m) |
| ----- | ----------------------- | ---- | --------- |
| 1     | Tatjana Schtschelkanowa | URS  | 6,73      |
| 2     | Mary Rand               | GBR  | 6,53      |
| 3     | Heide Rosendahl         | FRG  | 6,49      |
| 4     | Viorica Viscopoleanu    | ROU  | 6,01      |
| 5     | Oddrun Hokland          | NOR  | 5,93      |
| 6     | Meta Antenen            | SUI  | 5,83      |

### Kugelstoßen
| Platz | Athlet                | Land | Weite (m) |
| ----- | --------------------- | ---- | --------- |
| 1     | Margitta Gummel       | GDR  | 17,30     |
| 2     | Tamara Press          | URS  | 17,00     |
| 3     | Nadeschda Tschischowa | URS  | 16,95     |
| 4     | Irina Press           | URS  | 16,38     |
| 5     | Judit Bognár          | HUN  | 15,90     |
| 6     | Marlene Klein         | FRG  | 15,63     |

## Medaillenspiegel
| Medaillenspiegel |                            |      |        |        |        |
| Plats            | Land                       | Gold | Silber | Bronze | Gesamt |
| 1                | UdSSR                      | 5    | 3      | 3      | 11     |
| 2                | Bundesrepublik Deutschland | 4    | 5      | 7      | 16     |
| 3                | Ungarn                     | 3    | 0      | 1      | 4      |
| 4                | DDR                        | 2    | 4      | 0      | 6      |
| 5                | Großbritannien             | 2    | 2      | 2      | 6      |
| 6                | Rumänien                   | 2    | 0      | 0      | 2      |
| 7                | Irland                     | 1    | 0      | 1      | 2      |
| 8                | Italien                    | 1    | 0      | 0      | 1      |
| 9                | Tschechoslowakei           | 0    | 4      | 4      | 8      |
| 10               | Jugoslawien                | 0    | 2      | 0      | 2      |
| 11               | Schweden                   | 0    | 0      | 2      | 2      |